# NGC 3475
NGC 3475 је спирална галаксија у сазвежђу Лав која се налази на NGC листи објеката дубоког неба.
Деклинација објекта је + 24° 13' 37" а ректасцензија 10h 58m 25,2s. Привидна величина (магнитуда) објекта NGC 3475 износи 13,4 а фотографска магнитуда 14,3. NGC 3475 је још познат и под ознакама UGC 6058, MCG 4-26-22, CGCG 125-17, A 1055+24, IRAS 10556+2427, PGC 33012.